# Железнодорожный (Ростовская область)
Железнодоро́жный — хутор в Цимлянском районе Ростовской области.
Входит в состав Маркинского сельского поселения.

## География
Хутор находится на левом берегу реки Кумшак (приток Дона).

## Население
| 2010 | 2019 |
| ---- | ---- |
| 461  | ↘423 |

## Улицы
| - ул. Железнодорожников, - ул. Луговая, - ул. Набережная, - ул. Победы, - ул. Садовая, | - ул. Советская, - ул. Тополиная, - ул. Центральная, - ул. Школьная, - пер. Майский. |

## Инфраструктура
На хуторе располагается железнодорожная станция Черкасская.